# Nick Bosa
Nicholas John Bosa (Fort Lauderdale, Florida, 23 de octubre de 1997), más conocido como Nick Bosa, es un jugador profesional estadounidense de fútbol americano que juega en la posición de defensive end y actualmente milita en los San Francisco 49ers de la National Football League (NFL). Jugó fútbol americano universitario para los Ohio State Buckeyes y fue seleccionado en segundo lugar general por los 49ers en el draft de la NFL de 2019. Bosa fue nombrado Novato Defensivo del Año de la NFL y ayudó a su equipo a llegar al Super Bowl LIV. En 2022, ganó el premio al Jugador Defensivo del Año de la NFL. 

## Biografía
Bosa asistió a St. Thomas Aquinas en Fort Lauderdale, Florida, donde fue titular durante cuatro años y jugador estatal del primer equipo durante varios años. Era un recluta de cinco estrellas y estaba clasificado entre los mejores jugadores de su clase.  Se comprometió con la Universidad Estatal de Ohio para jugar fútbol americano universitario.  

## Carrera universitaria

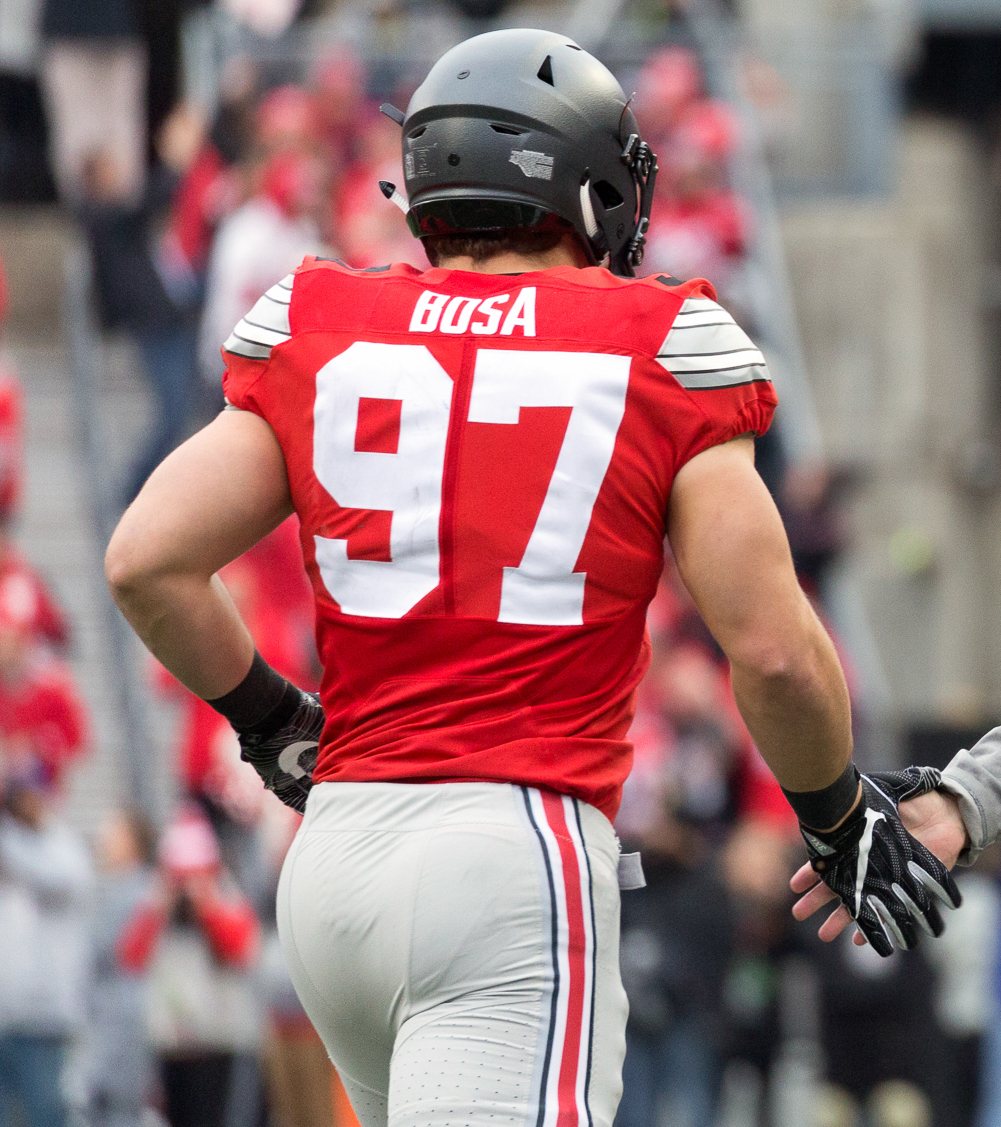
Bosa jugando con Ohio State en 2016.

Bosa jugó en los 13 juegos como verdadero estudiante de primer año en Ohio State en 2016, registrando 29 tacleadas, siete de las cuales fueron para pérdida y cinco capturas. 
En su segundo año, se convirtió en el ala defensiva titular de los Buckeyes en siete juegos. Bosa fue nombrado unánimemente primer equipo All-Big Ten Conference y el liniero defensivo del año Smith-Brown Big Ten por sus 32 tacleadas totales (14,5 por derrota) y un equipo que lideró siete capturas.  Además, tuvo dos pases desviados, ocho prisas del mariscal de campo y una patada bloqueada.
El 20 de septiembre de 2018 se informó que Bosa se sometió a una cirugía de músculos centrales, descartándolo indefinidamente.  El 16 de octubre, Bosa anunció que se retiraría de Ohio State por el resto de la temporada. Después de la temporada, Bosa decidió renunciar a su último año y ingresar al draft de la NFL de 2019.  

### Estadísticas universitarias
| Buckeyes de Ohio State | Buckeyes de Ohio State | Buckeyes de Ohio State | Buckeyes de Ohio State | Buckeyes de Ohio State | Buckeyes de Ohio State | Buckeyes de Ohio State | Buckeyes de Ohio State | Buckeyes de Ohio State | Buckeyes de Ohio State | Buckeyes de Ohio State | Buckeyes de Ohio State | Buckeyes de Ohio State | Buckeyes de Ohio State | Buckeyes de Ohio State | Buckeyes de Ohio State |
| Temporada              | GP                     | Ataques                | Ataques                | Ataques                | Ataques                | Ataques                | Interceptaciones       | Interceptaciones       | Interceptaciones       | Interceptaciones       | Interceptaciones       | Tropiezos              | Tropiezos              | Tropiezos              | Tropiezos              |
| Temporada              | GP                     | Solo                   | Ast                    | Cmb                    | TfL                    | Sck                    | Int                    | Yds                    | Avg                    | TD                     | PD                     | FF                     | FR                     | Yds                    | TD                     |
| ---------------------- | ---------------------- | ---------------------- | ---------------------- | ---------------------- | ---------------------- | ---------------------- | ---------------------- | ---------------------- | ---------------------- | ---------------------- | ---------------------- | ---------------------- | ---------------------- | ---------------------- | ---------------------- |
| 2016                   | 12                     | 17                     | 12                     | 29                     | 7                      | 5.0                    | 0                      | 0                      | 0                      | 0                      | 0                      | 0                      | 0                      | 0                      | 0                      |
| 2017                   | 14                     | 19                     | 15                     | 34                     | 16                     | 8.5                    | 0                      | 0                      | 0                      | 0                      | 2                      | 1                      | 0                      | 0                      | 0                      |
| 2018                   | 3                      | 11                     | 3                      | 14                     | 6                      | 4.0                    | 0                      | 0                      | 0                      | 0                      | 0                      | 1                      | 0                      | 0                      | 1                      |
| Carrera                | 29                     | 47                     | 30                     | 77                     | 29                     | 17.5                   | 0                      | 0                      | 0                      | 0                      | 2                      | 2                      | 0                      | 0                      | 1                      |

## Carrera profesional

### Pre-draft
Al salir de Ohio State, la mayoría de analistas y cazatalentos proyectaban que Bosa sería la primera selección general del draft.  Bosa recibió una invitación al NFL Scouting Combine como uno de los mejores prospectos del draft. Completó todos los ejercicios combinados y posicionales requeridos, excepto los ejercicios divididos de 10 y 20 yardas. Bosa se reunió y se entrevistó con 8 equipos de la NFL en el Combinado, incluidos los Arizona Cardinals, San Francisco 49ers, New York Jets, New York Giants y Tampa Bay Buccaneers. Una semana antes del borrador, Bosa fue criticado por algunos debido a sus creencias políticas y tweets controvertidos, como llamar a Colin Kaepernick "payaso", expresar su apoyo al presidente de Estados Unidos, Donald Trump, y darle "me gusta" a una publicación en Instagram que incluía temas raciales y Insultos homofóbicos como hashtags.  

### 2019

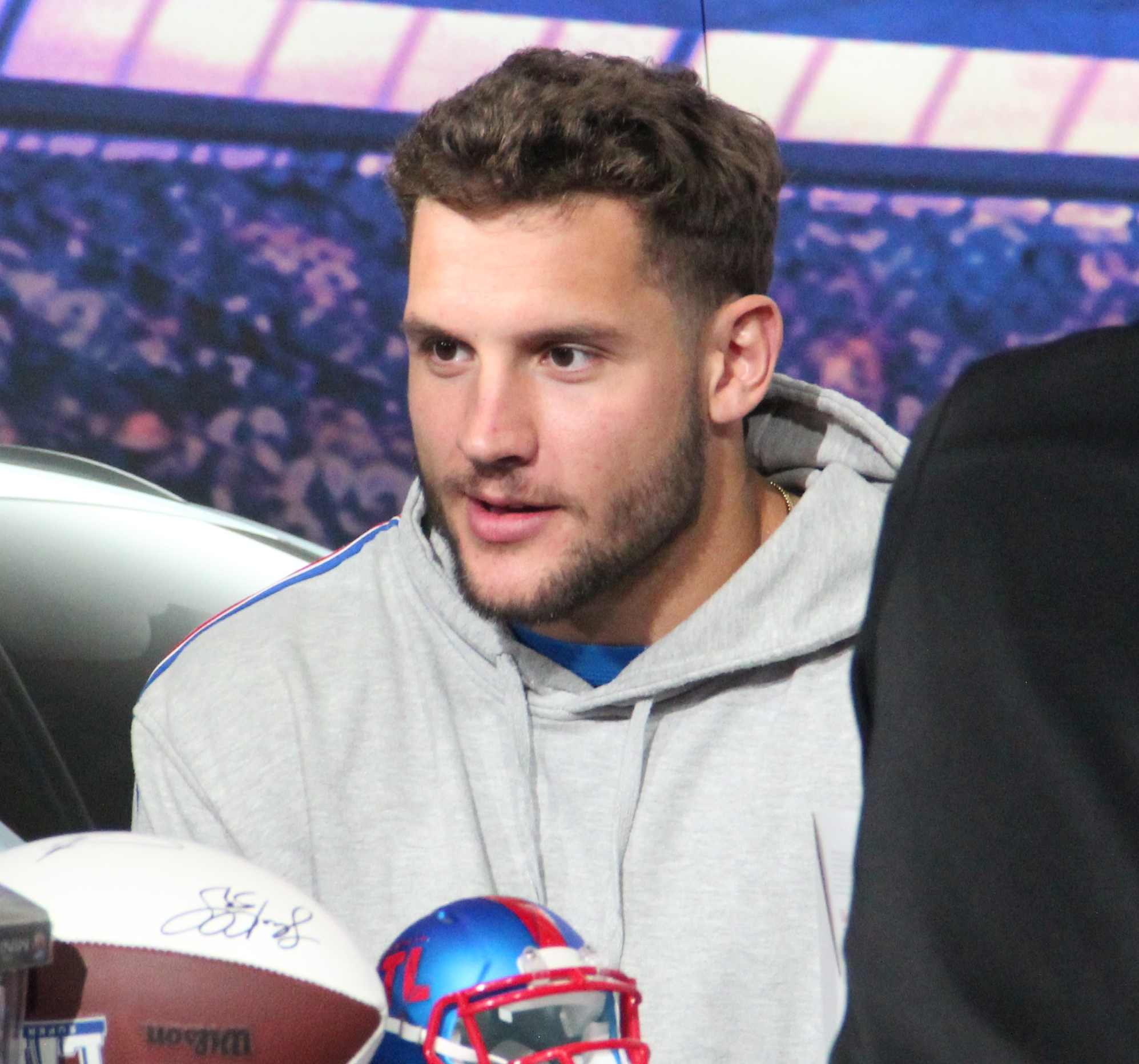
Bosa en 2019.

Bosa fue seleccionado por los 49ers de San Francisco en la primera ronda con la segunda selección general en el draft de la NFL de 2019.  El 25 de julio de 2019, Bosa firmó un contrato de 4 años con los 49ers por valor de 33,5 millones de dólares con un bono por firmar de 22,5 millones de dólares y una opción de quinto año. 
Bosa hizo su debut en la NFL en la Semana 1 contra los Tampa Bay Buccaneers. En el juego, hizo 3 tacleadas y capturó al mariscal de campo Jameis Winston una vez en la victoria como visitante por 31-17.  Durante una victoria de la Semana 5 por 31-3 sobre los Cleveland Browns, Bosa capturó a Baker Mayfield dos veces, una de las cuales resultó en un balón suelto, lo que le valió el Jugador Defensivo de la Semana de la Conferencia Nacional de Fútbol Americano (NFC).   En el siguiente juego contra los Carolina Panthers, Bosa capturó a Kyle Allen tres veces y registró la primera intercepción de su carrera en la victoria por 51-13.  Fue nombrado Jugador Defensivo de la Semana de la NFC por su actuación junto con su hermano Joey, quien fue elegido Jugador Defensivo de la Semana de la AFC.  Al día siguiente, Bosa fue nombrado Jugador Defensivo del Mes de la NFC por su juego en octubre. 
Bosa terminó su año de novato con 47 tacleadas, nueve capturas, un balón suelto forzado, dos recuperaciones de balón suelto, dos pases desviados y una intercepción en 16 juegos y 14 aperturas.  En la Ronda Divisional de los playoffs contra los Minnesota Vikings, Bosa capturó a Kirk Cousins dos veces durante la victoria por 27-10.  En el Campeonato de la NFC contra los Green Bay Packers, Bosa capturó a Aaron Rodgers una vez en la victoria por 37-20.  En los NFL Honors, Bosa ganó el premio AP al Novato Defensivo del Año de la NFL, que su padre aceptó en su nombre debido a que Bosa estuvo en el Super Bowl en Miami.   En el Super Bowl LIV contra los Kansas City Chiefs, registró una captura sobre Patrick Mahomes durante la derrota 31-20.  Sus compañeros lo clasificaron en el puesto 17 en el Top 100 de jugadores de la NFL de 2020. 

### 2020
Durante la Semana 2 contra los New York Jets, Bosa sufrió un desgarro del ligamento anterior cruzado y fue descartado para el resto de la temporada.   Fue colocado en la lista de reservas de lesionados el 23 de septiembre de 2020.  Durante la rehabilitación de Bosa, contrató a un chef privado y siguió una dieta estricta rica en proteínas como parte de su recuperación. 

### 2021
Bosa regresó al campo durante la Semana 1 el 12 de septiembre. Tuvo cuatro tacleadas en solitario, tres tacleadas para pérdida y capturó a Jared Goff una vez durante la victoria 41-33 sobre los Detroit Lions.  Durante la Semana 11 contra los Jacksonville Jaguars, consiguió su décima captura de la temporada, rompiendo su total de nueve capturas de la temporada de novato. Bosa terminó la temporada con 15,5 capturas, la cuarta mayor cantidad de la liga.  Sus 21 tacleadas por pérdida empataron el liderato de la liga con TJ Watt.  Obtuvo los honores de Pro Bowl por segunda vez en su carrera.  Sus compañeros lo clasificaron en el puesto 25 en el Top 100 de jugadores de la NFL de 2022. 

### 2022
El 25 de abril de 2022, los 49ers ejercieron la opción de quinto año en el contrato de novato de Bosa.  El 1 de diciembre, la NFL anunció a Bosa como el Jugador Defensivo del Mes de la NFC del mes de noviembre. En tres juegos en noviembre, registró cinco tacleadas por derrota, tres capturas y 10 golpes de mariscal de campo, con los 49ers con marca de 3-0 durante ese lapso.  En la semana 13, Bosa tuvo tres capturas, dos tacleadas para pérdida y un balón suelto forzado en la victoria por 33-17 sobre los Dolphins, lo que le valió el premio al Jugador Defensivo de la Semana de la NFC.  En la Semana 16, tuvo siete tacleadas, dos capturas y un balón suelto forzado en la victoria 37-20 sobre los Washington Commanders, ganando su segundo honor de la temporada como Jugador Defensivo de la Semana de la NFC.  Fue nombrado Pro Bowler por tercera vez.  Fue nombrado All-Pro del primer equipo por primera vez.  Bosa lideró la liga en capturas durante la temporada regular, registrando 18,5 capturas para 138 yardas en 16 juegos.  Al final de la temporada, Bosa fue nombrado Jugador Defensivo del Año de la liga.  Sus compañeros lo clasificaron en cuarto lugar en el Top 100 de jugadores de la NFL de 2023. 

### 2023
El 6 de septiembre de 2023, después de esperar 44 días en un acuerdo con los 49ers, Bosa firmó una extensión de contrato por cinco años y 170 millones de dólares, incluidos 122,5 millones garantizados, lo que lo convirtió en el jugador defensivo mejor pagado en la historia de la NFL. 
En la Semana 10, Bosa registró 1,5 capturas, tres tacleadas, seis presiones, un pase desviado, un balón suelto forzado y recuperación en la victoria por 34-3 sobre los Jaguars, ganando el premio al Jugador Defensivo de la Semana de la NFC. 
En el Super Bowl LVIII contra los Kansas City Chiefs, Bosa registró seis tacleadas en la derrota 25-22.

## Estadísticas de carrera en la NFL
| Legend  | Legend                              |
| ------- | ----------------------------------- |
|         | Jugador defensivo del año de la NFL |
|         | Lideró la liga                      |
| Negrita | Carrera alta                        |

### Temporada regular
| Año     | Team    | Juegos | Juegos | Ataques | Ataques | Ataques | Ataques | Ataques | Ataques | Interceptaciones | Interceptaciones | Interceptaciones | Interceptaciones | Interceptaciones | Tropiezos | Tropiezos | Tropiezos | Tropiezos |
| Año     | Team    | GP     | GS     | Cmb     | Solo    | Ast     | TfL     | Sck     | Sfty    | Int              | Yds              | Lng              | TD               | PD               | FF        | FR        | Yds       | TD        |
| ------- | ------- | ------ | ------ | ------- | ------- | ------- | ------- | ------- | ------- | ---------------- | ---------------- | ---------------- | ---------------- | ---------------- | --------- | --------- | --------- | --------- |
| 2019    | SF      | 16     | 14     | 47      | 32      | 15      | 16      | 9.0     | 0       | 1                | 46               | 46               | 0                | 2                | 1         | 2         | 6         | 0         |
| 2020    | SF      | 2      | 2      | 6       | 3       | 3       | 0       | 0.0     | 0       | 0                | 0                | 0                | 0                | 0                | 1         | 0         | 0         | 0         |
| 2021    | SF      | 17     | 17     | 52      | 40      | 12      | 21      | 15.5    | 0       | 0                | 0                | 0                | 0                | 1                | 4         | 0         | 0         | 0         |
| 2022    | SF      | 16     | 16     | 51      | 41      | 10      | 19      | 18.5    | 0       | 0                | 0                | 0                | 0                | 1                | 2         | 0         | 0         | 0         |
| 2023    | SF      | 17     | 17     | 53      | 34      | 19      | 16      | 10.5    | 0       | 0                | 0                | 0                | 0                | 4                | 2         | 1         | -3        | 0         |
| Carrera | Carrera | 68     | 66     | 209     | 150     | 59      | 72      | 53.5    | 0       | 1                | 46               | 46               | 0                | 8                | 10        | 3         | 3         | 0         |

### Postemporada
| Año     | Team    | Juegos | Juegos | Ataques | Ataques | Ataques | Ataques | Ataques | Ataques | Interceptaciones | Interceptaciones | Interceptaciones | Interceptaciones | Interceptaciones | Tropiezos | Tropiezos | Tropiezos | Tropiezos |
| Año     | Team    | GP     | GS     | Cmb     | Solo    | Ast     | TfL     | Sck     | Sfty    | Int              | Yds              | Lng              | TD               | PD               | FF        | FR        | Yds       | TD        |
| ------- | ------- | ------ | ------ | ------- | ------- | ------- | ------- | ------- | ------- | ---------------- | ---------------- | ---------------- | ---------------- | ---------------- | --------- | --------- | --------- | --------- |
| 2019    | SF      | 3      | 3      | 15      | 11      | 4       | 3       | 4.0     | 0       | 0                | 0                | 0                | 0                | 2                | 1         | 0         | 0         | 0         |
| 2021    | SF      | 3      | 3      | 12      | 8       | 4       | 2       | 4.0     | 0       | 0                | 0                | 0                | 0                | 0                | 1         | 0         | 0         | 0         |
| 2022    | SF      | 3      | 3      | 11      | 8       | 3       | 4       | 0.0     | 0       | 0                | 0                | 0                | 0                | 0                | 0         | 1         | 0         | 0         |
| 2023    | SF      | 3      | 3      | 12      | 9       | 3       | 4       | 2.0     | 0       | 0                | 0                | 0                | 0                | 0                | 0         | 0         | 0         | 0         |
| Carrera | Carrera | 12     | 12     | 50      | 36      | 14      | 13      | 10.0    | 0       | 0                | 0                | 0                | 0                | 2                | 2         | 1         | 0         | 0         |

## Vida personal

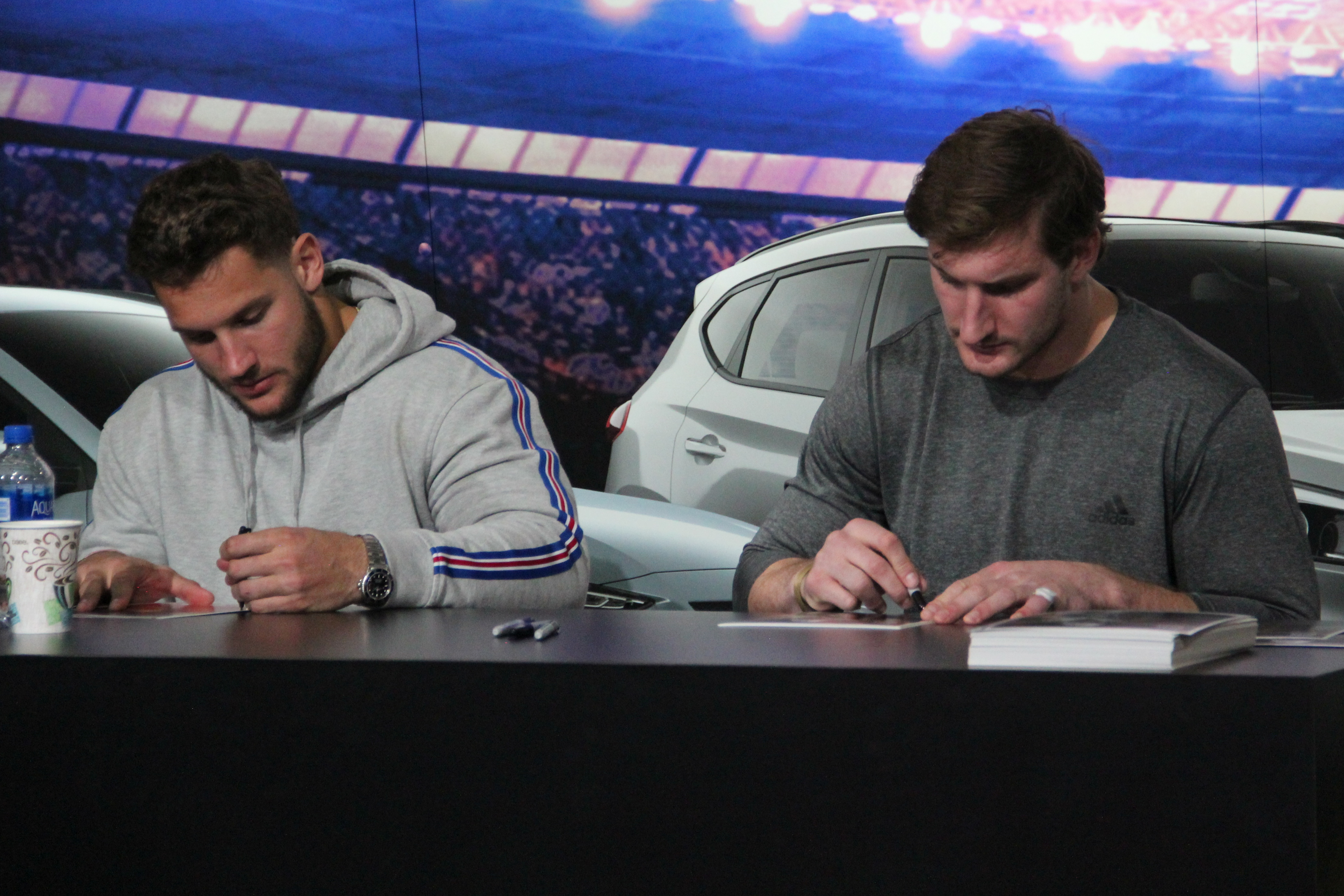
Nick (izquierda) firmando autógrafos con su hermano Joey en 2019.

Su hermano, Joey Bosa, también jugó fútbol americano universitario en Ohio State antes de ser seleccionado tercero en general por los San Diego Chargers en el draft de la NFL de 2016.  Su padre, John Bosa, fue una selección de primera ronda de los Miami Dolphins en el draft de la NFL de 1987 proveniente de Boston College.  Su tío Eric Kumerow, su primo Jake Kumerow, su abuelo Palmer Pyle y su tío abuelo Mike Pyle también jugaron en la NFL. Es bisnieto del exlíder del Chicago Outfit Tony Accardo. 